# Husarö
Husarö är en ö i mellersta Stockholms skärgård, tillhörande Österåkers kommun. Ön ligger cirka 1 distansminut norr om Finnhamn. Husarö har endast ett fåtal åretruntboende, men har desto fler sommargäster. Totalt finns ett hundratal sommarstugor på ön. Husarö ångbåtsbrygga angörs av Waxholmsbolagets fartyg. På Husarö finns Husarö lotsmuseum, som drivs av Föreningen Husarö lotsmuseum.
Husarö fanns omnämnt redan på 1200-talet som Husarn i Kung Valdemars segelled. Lotsar har det funnits här sedan 1400-talet. Status som officiell lotsplats fick Husarö 1740, samtidigt flyttades farleden inomskärs, förbi Finnhamn. På segelfartygens tid lotsade husarölotsarna norrut till Furusund och söderut till Sandhamn. På 1800-talet arbetade som mest femton lotsar, efterhand blev de färre och 1912 lades lotsplatsen ner. Sommargäster kom till ön när ångbåtarna började med reguljärtrafik 1881. Än idag om sommaren kommer ångfartyget S/S Storskär till Husarö på söndagar.
Stiftelsen Husarö scoutgård bedriver sedan 1958 konfirmationsläger på Husarö Scoutgård. Scoutgården ligger i öns gamla skola, som lades ned på 1950-talet. På lägerplatsen på öns södra sida bedrivs också sedan dess barn- och ungdomsläger av Svenska Kyrkans Unga i Stockholms stift (tidigare Ansgarsförbundet).
Sista lördagen i juli varje år firas Husarödagen med Husarömaran, skärgårdsmarknad och visning av lotsmuseet i Sundströmska lotsgården.
Simtävlingen Husarö Runt har genomförts sedan 2013. Den arrangeras av Solna Sundbyberg Simsällskap 04 och genomförs första lördagen i augusti varje år. Banan är drygt 6 kilometer och den individuella tävlingen är sedan 2019 en deltävling i Svenska simförbundets tävling Open Water Trophy.

## Bildgalleri

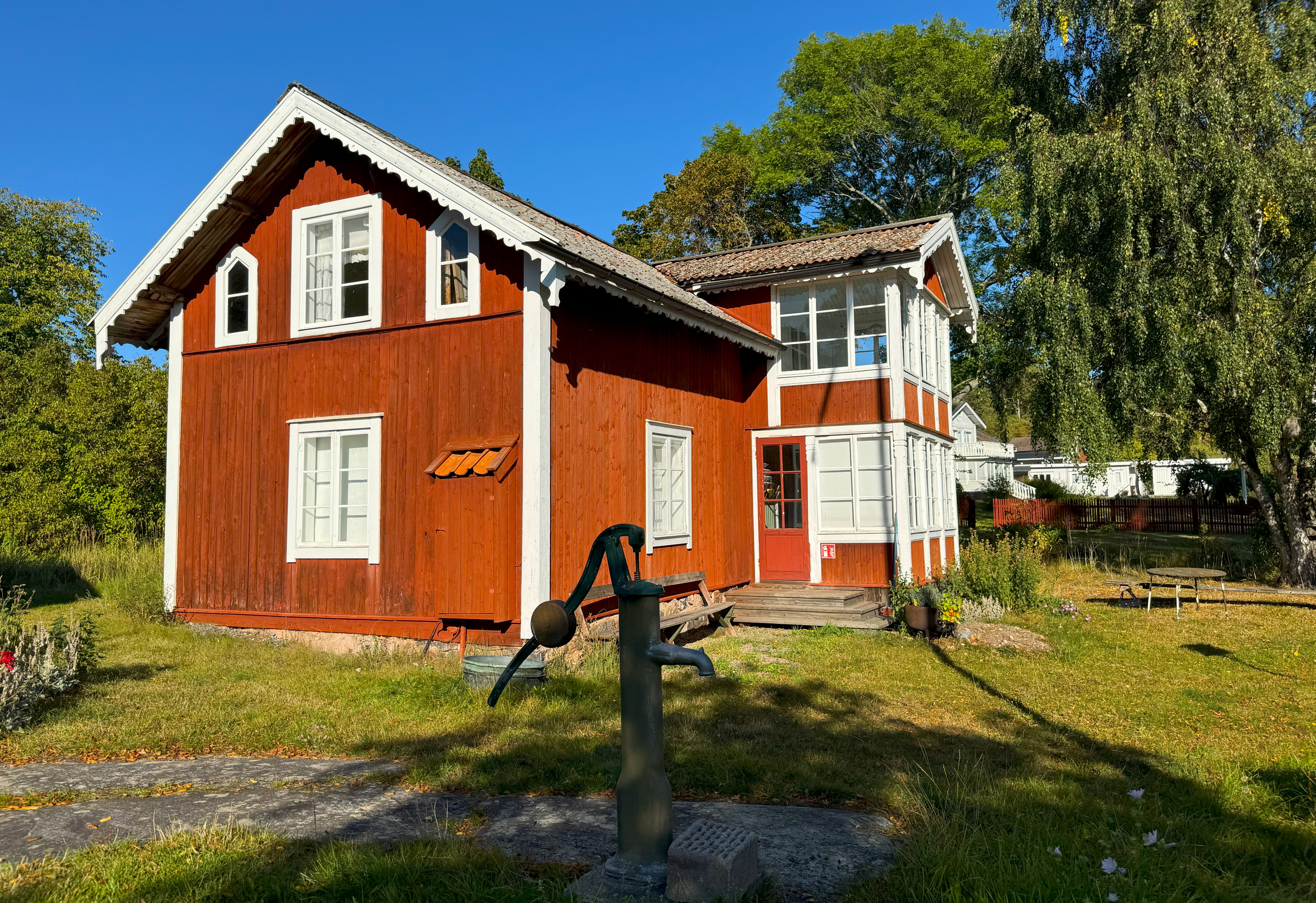
Husarö lotsmuseum
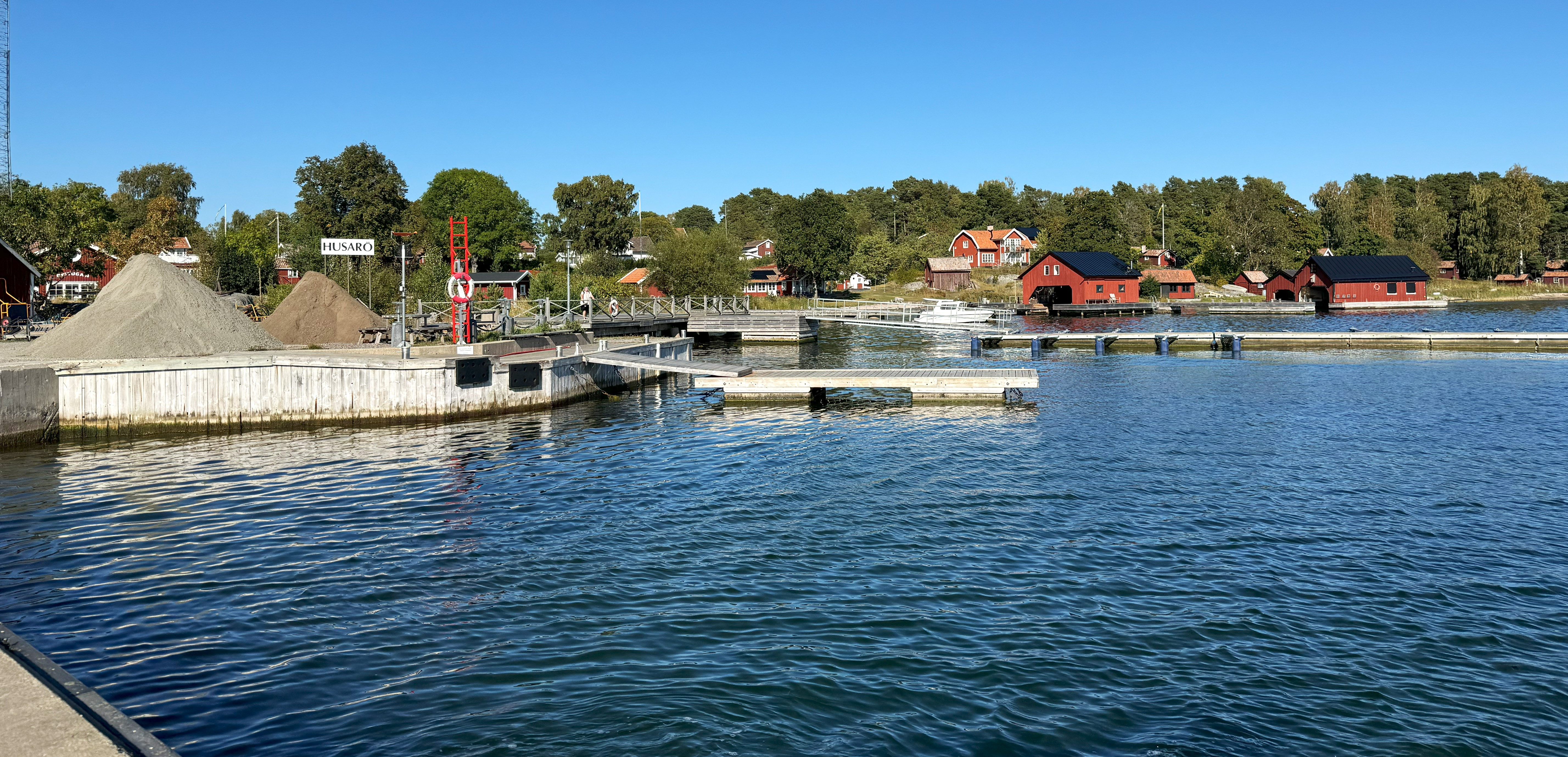
Husarö hamn
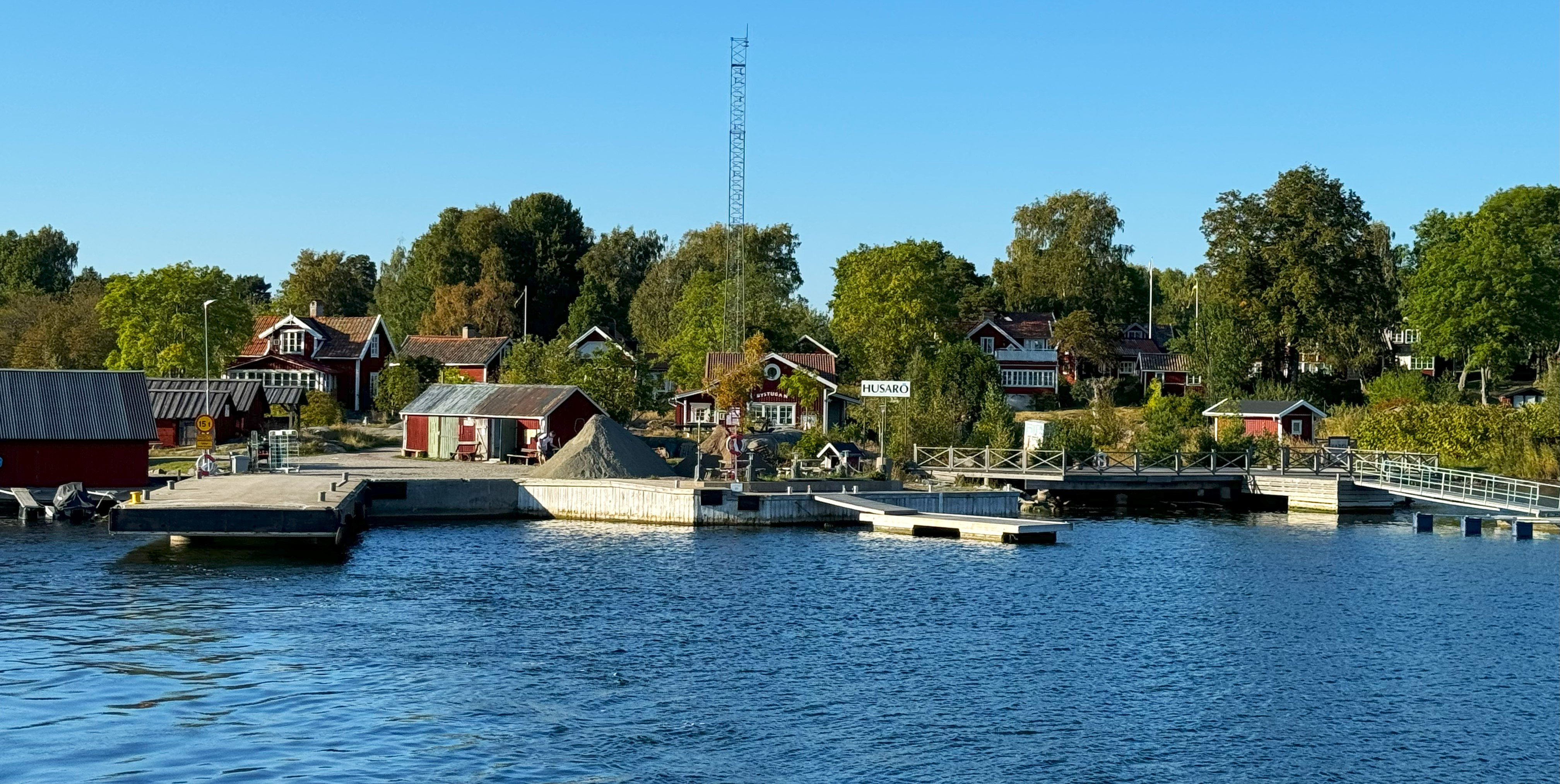
Husarö hamn
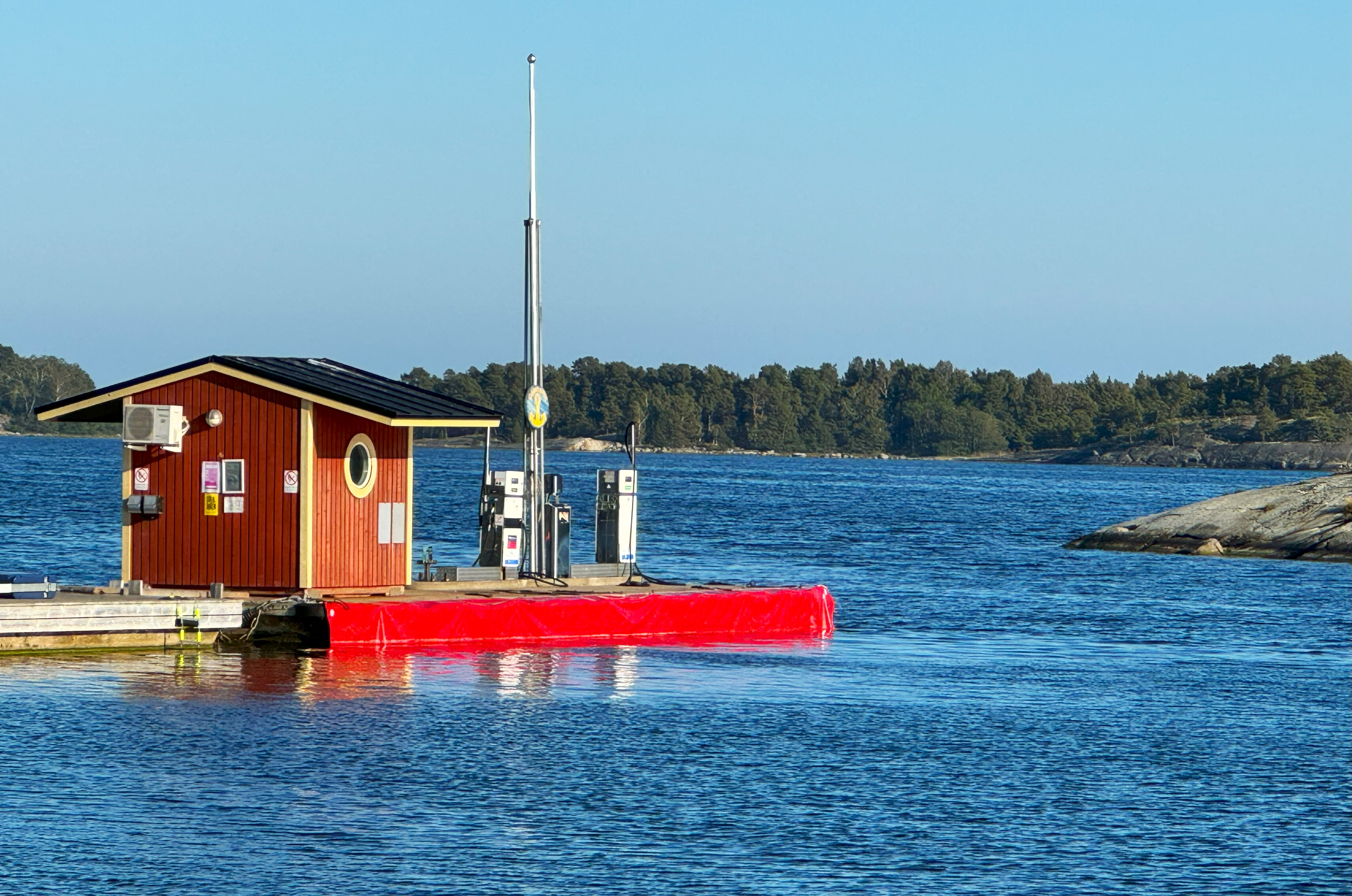
Sjömacken på Husarö
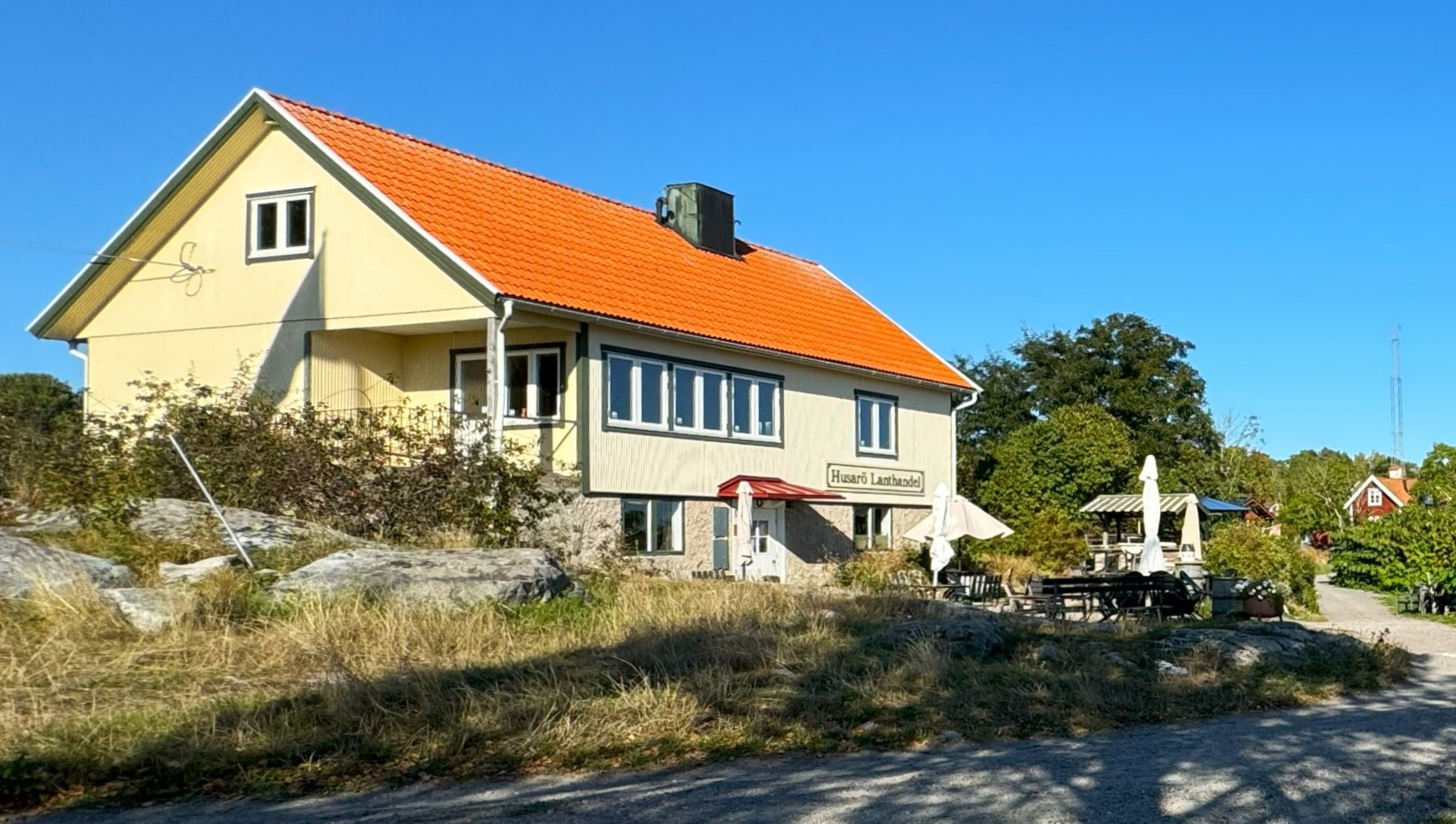
Husarö lanthandel
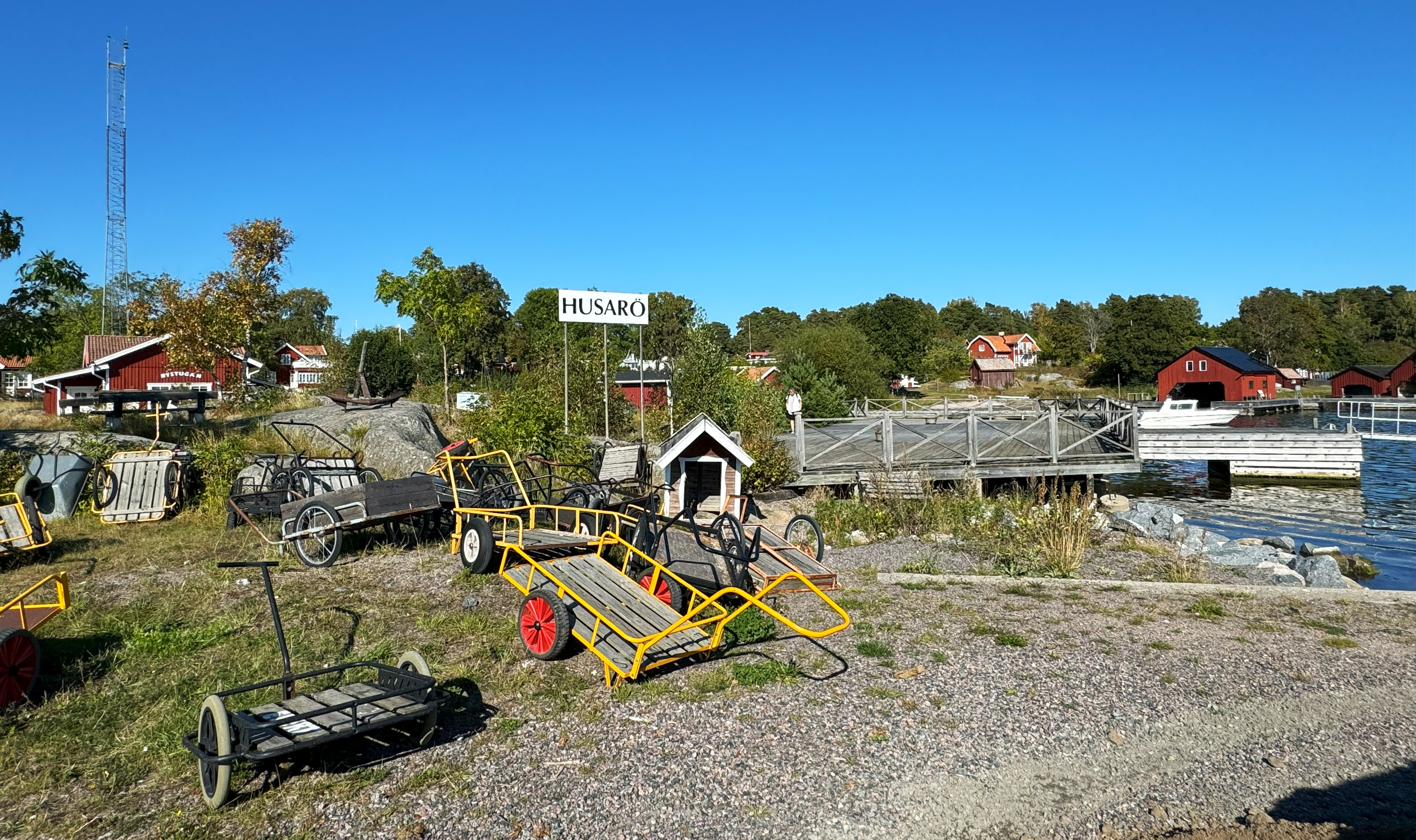
Öbors kärror i hamnen